# 黛安娜·萨尔托尔
黛安娜·萨尔托尔（德語：Diana Sartor，1970年11月23日—），德国女子钢架雪车运动员。她曾代表德国参加国际雪车联合会世界锦标赛，获得一枚金牌。她也曾参加2002年和2006年冬季奥运会。